# Gmina Skurup
Gmina Skurup (szw. Skurups kommun) – gmina w Szwecji, w regionie Skania, z siedzibą w Skurup.
Pod względem zaludnienia Skurup jest 153. gminą w Szwecji. Zamieszkuje ją 14 243 osób, z czego 50,02% to kobiety (7124) i 49,98% to mężczyźni (7119). W gminie zameldowanych jest 579 cudzoziemców. Na każdy kilometr kwadratowy przypada 73,04 mieszkańca. Pod względem wielkości gmina zajmuje 250. miejsce.